# Madrigal (poesía)

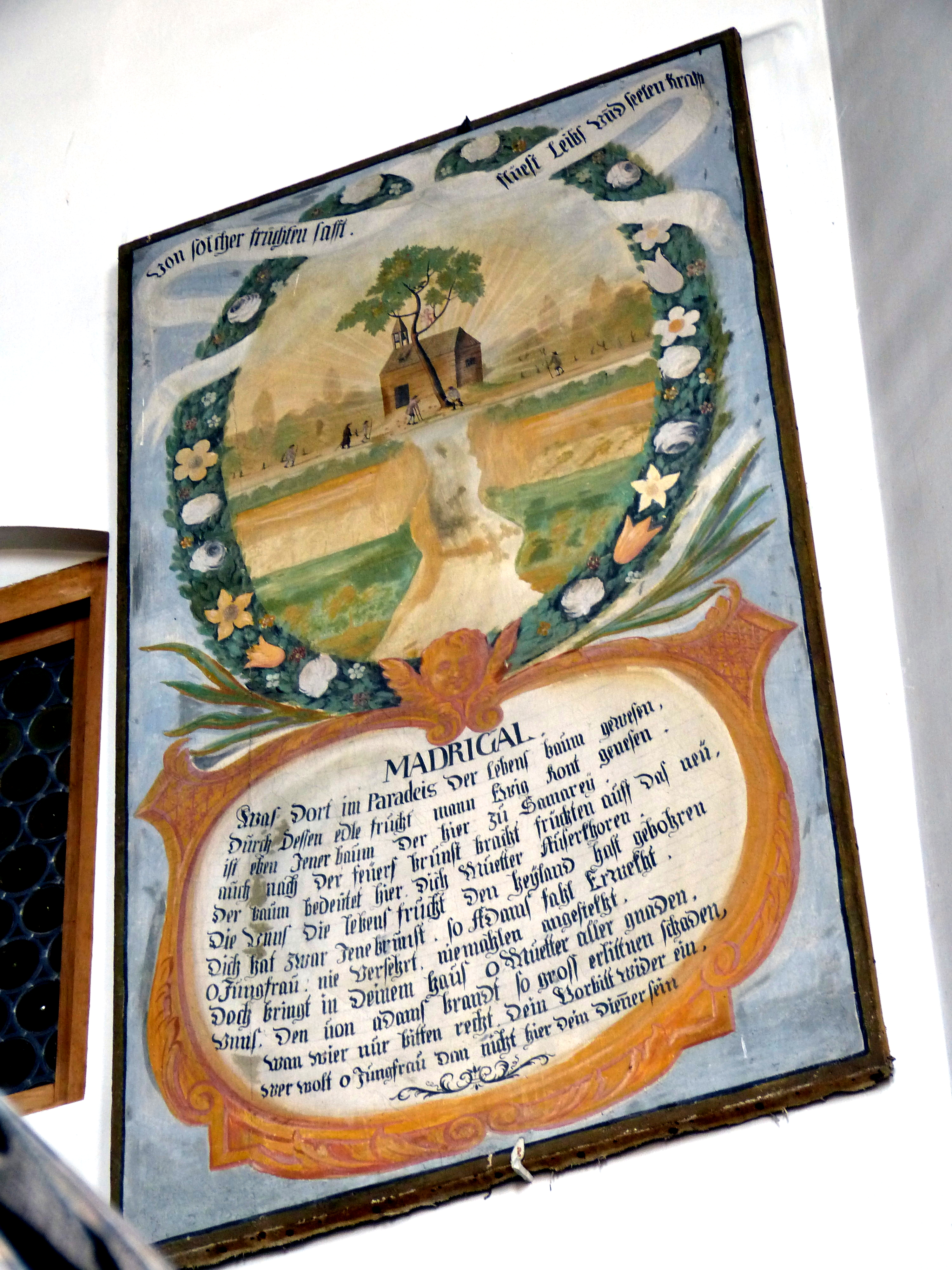
Marco en relación al Madrigal (poesía) apreciándose en Alemán.

El madrigal es una composición lírica donde combinan versos heptasílabos y endecasílabos con rima consonante, generalmente de tema amoroso. Tuvo su origen en Italia y fue especialmente cultivado en el Renacimiento.

## Ejemplo
Ojos claros, serenos,
si de un dulce mirar sois alabados,
¿por qué, si me miráis, miráis airados?
Si cuanto más piadosos
más bellos parecéis a aquel que os mira,
no me miréis con ira,
porque no parezcáis menos hermosos.
¡Ay tormentos rabiosos!,
Ojos claros, serenos,
ya que así me miráis, miradme al menos.
Gutierre de Cetina (1520-1557)
- Datos: Q338699